# 中野純吾
中野 純吾（なかの じゅんご）は日本の編曲家、ギタリスト。

## 人物
2007年、高岡亜衣の「こいはなび」で編曲家デビュー。
主にビーイング系アーティストの楽曲の編曲を中心に活動する。中でも、高岡亜衣やさぁさ（GIZA studio所属）など、アコースティックをメインとした楽曲のアレンジが多く、シンセサウンドと生楽器を融合させた編曲を得意とする。
また、自身のアレンジ作品内ではギタリストとしてレコーディングに参加したり、アーティスト養成スクール「GIZA CREATORS SCHOOL」や「DEE」（DTMスクール）で編曲やDTMコースの講師などを務める。
代表作は、高岡亜衣のこいはなび（2007　CBC制作/TBS系全国放送 ドラマ「こどもの事情」挿入歌）、さぁさのハローハローハロー（2009年 ABC制作・テレビ朝日系「にっぽん菜発見 そうだ、自然に帰ろう」1月～3月度エンディング・テーマ）など。----「高岡亜衣／こいはなび」、「こどもの事情」公式ホームページ参照

## 編曲作品
- 高岡亜衣「こいはなび」
- さぁさ「ハローハローハロー」「トワイライト*」「あたし」「オルゴール」「Night Jewel」
- 當眞健司「ここに生まれて」
- 栗原小夜「 You'd Be So Nice to Come Home to」「Sentimental Journey」
- moca「パヒューム」
- 塩澤有輔「縁側」「Stardust」